# 吴宗先
吴宗先（1916年—1994年），安徽六安人，中国人民解放军将领、中国人民解放军少将。
毕业于解放军军事学院。1967年，担任首任济南军区空军司令员。1975年，由王子祥接任。1955年，授中国人民解放军少将军衔。